# Trudvang
Trudvang var i den nordiske mytologi Thors egn i Asgård. Her ligger hans bolig Bilskirner. Egnen er opkaldt efter Thors datter Trud.
| Nordisk mytologi | Spire Denne artikel om nordisk religion og mytologi er en spire som bør udbygges. Du er velkommen til at hjælpe Wikipedia ved at udvide den. |